# Friedrich Wilhelm König
Friedrich Wilhelm König (* 7. Juni 1897 in Adlerkosteletz, heute: Kostelec nad Orlicí; † 5. Februar 1972 in Wien) war ein österreichischer Altorientalist.

## Leben
Als Sohn eines Bahnadjunkten zog Friedrich Wilhelm König nach der Reifeprüfung 1915 freiwillig in den Ersten Weltkrieg. In den Kampfhandlungen an der Front wurde er schwer verwundet und verlor sein linkes Bein und ein Auge. Er wurde im Rang eines Leutnant in 1917 den Ruhestand versetzt. Bereits im Wintersemester 1916/1917 studierte er an der Universität Wien u. a. orientalische Sprachen, Anthropologie, und Ethnologie. Er konzentrierte sich auf die elamische Kultur. Er promovierte 1921 und war ab 1920, also bereits vor Studienabschluss, in der Invalidenentschädigungskommission tätig. Ab 1923 war er Unterstaatsbibliothekar an der Nationalbibliothek, wo er verschiedene wissenschaftliche Arbeiten über den Elam publizierte, sodass er 1931 an der Universität Wien habilitiert wurde. Im Dezember 1937 beantragte die Fakultät die Verleihung eines Professorentitels, was aufgrund der nationalsozialistischen Machtergreifung nicht abgeschlossen wurde. Vielmehr musste König Bibliothek und Universität verlassen, da er als „jüdischer Mischling 1. Grades“ galt. Auf Fürsprache des Dekans und als Träger der Silbernen Tapferkeitsmedaille I. Klasse wurde er in den Ruhestand versetzt.
Unmittelbar nach Ende des Zweiten Weltkriegs kehrte König an die Nationalbibliothek zurück. Im Jahr 1948 wurde er Honorarprofessor an der Universität Wien, an der er seine Lehrveranstaltungen bereits 1945 wieder aufgenommen hatte. 1951 trat er aus gesundheitlichen Gründen als Folge seiner Kriegsverletzungen in den Ruhestand. Es folgten produktive Jahre, in denen er seine wichtigsten Publikationen zum Druck brachte: Das zweibändige Handbuch der chaldischen Inschriften, Die elamischen Königsinschriften und die wissenschaftliche Erstausgabe der Persika des Ktesias von Knidos, die postum erschien.
Der wissenschaftliche Nachlass Königs befindet sich seit 1975 in der Handschriftensammlung der Österreichischen Nationalbibliothek. Ein Verzeichnis dazu kann im Institut für Orientalistik der Universität Wien eingesehen werden.
Friedrich Wilhelm König war von März 1946 bis zu seiner Deckung im Dezember 1947 Mitglied der Sammelloge Humanitas renata.

## Veröffentlichungen (Auswahl)
- Der Burgbau zu Susa nach dem Bauberichte des Könige Dareios I. (= Mitteilungen der vorderasiatisch-aegyptische Gesellschaft. Band 35, Heft 1). J. C. Hinrichs, Leipzig 1930.
- Älteste Geschichte der Meder und Perser  (= Der Alte Orient. Band 33, Heft 3/4). J. C. Hinrichs, Leipzig 1934 (Digitalisat).
- Handbuch der chaldischen Inschriften (= Archiv für Orientforschung. Beiheft 8, Teil 1 und 2). Archiv für Orientforschung, Graz 1955.
- Die elamischen Königsinschriften (= Archiv für Orientforschung. Beiheft 16). Archiv für Orientforschung, Graz 1965.
- Die Persika des Ktesias von Knidos (= Archiv für Orientforschung. Beiheft 18). Archiv für Orientforschung, Graz 1972.